# Zenon Pieniążek
Zenon Pieniążek (ur. 1 lipca 1913 w Warszawie, zm. 28 marca 1968 w Warszawie) – polski piłkarz, grający na pozycji napastnika, trener.
Zenon Odrowąż całą piłkarską karierę spędził w Polonii Warszawa. W jej barwach zadebiutował w 1929 w pierwszej lidze w spotkaniu z Pogonią Lwów. Trzy lata później był już jednym z filarów ofensywy warszawskiej drużyny. W 1939, z powodu wybuchu II wojny światowej, zmuszony był przerwać piłkarską karierę. W trakcie działań wojennych grał w konspiracyjnym zespole Polonii.
Wraz z Polonią w sezonie 1946 zdobył mistrzostwo Polski, które było wielką sensacją – pierwsze powojenne Mistrzostwo Polski w piłce nożnej zdobyła drużyna ze zrujnowanego miasta, zespół bez stadionu, trenera i pieniędzy. W 1946 uległ ciężkiemu wypadkowi motocyklowemu, w wyniku którego amputowano mu stopę, przez co zakończył piłkarską karierę. Pozostał jednak w drużynie i został jej trenerem. Funkcję tę pełnił do 1948.
Został pochowany na  Cmentarzu Powązkowskim w Warszawie (kwatera 220, rząd 4, grób 17).

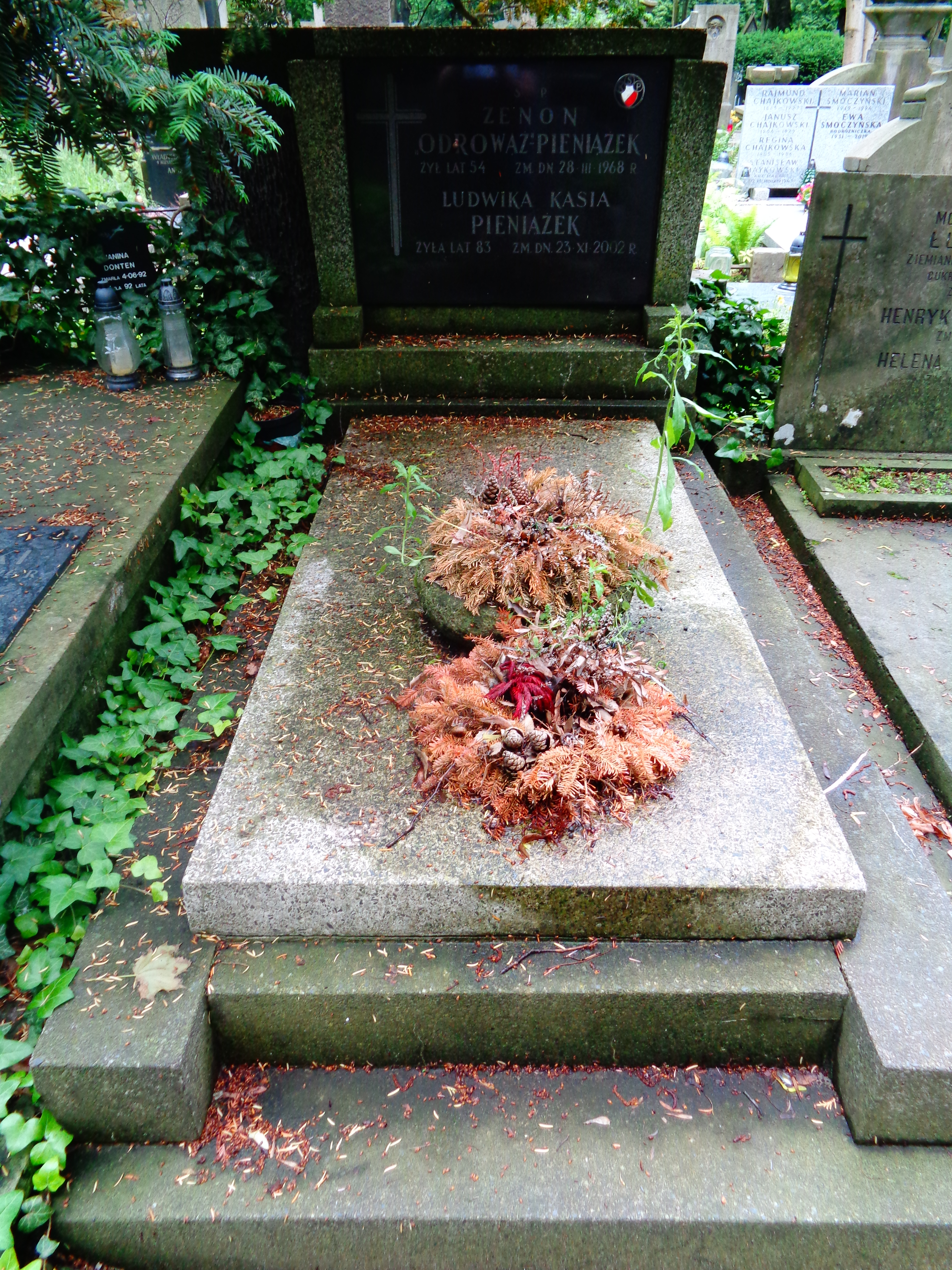
Grób Zenona Pieniążka na Cmentarzu Powązkowskim